# Michał Śledziona
Michał Śledziona (ur. 25 września 1895 w Ostrowach Tuszowskich, zm. 8 sierpnia 1920 pod Hołowczycami) – podporucznik piechoty Wojska Polskiego, kawaler Orderu Virtuti Militari.

## Życiorys
Urodził się 25 września 1895 w Ostrowach Tuszowskich, w ówczesnym powiecie kolbuszowskim Królestwa Galicji i Lodomerii, w rodzinie Jana i Antoniny ze Stypów.
Uczył się w c. k. Gimnazjum w Mielcu. W roku szkolnym 1913/1914, jako uczeń klasy VII był stypendystą wydziału powiatowego w Kolbuszowej. W czerwcu 1915 został wcielony do cesarskiej i królewskiej Armii. Służył jako strzelec pospolitego ruszenia w 1. kompanii Batalionu Strzelców Polnych Nr 14. Został ranny. Na początku 1916 dostał się do rosyjskiej niewoli, z której wrócił w sierpniu 1918.
17 października 1918 wstąpił do Wojska Polskiego. Poległ 8 sierpnia 1920 pod Hołowczycami nad Bugiem dowodząc 10. kompanią 18 pułku piechoty. Był kawalerem.

## Ordery i odznaczenia
- Krzyż Srebrny Orderu Wojskowego Virtuti Militari nr 2467 (1792)[c] – pośmiertnie 13 kwietnia 1921[15][16][17]